# Peter Jehle
Peter Karl Jehle (ur. 22 stycznia 1982 w Schaan) – liechtensteiński piłkarz grający na pozycji bramkarza.

## Przebieg kariery
Karierę piłkarską rozpoczynał w amatorskim klubie z Liechtensteinu, FC Schaan, gdzie grał w latach 1992–2000.
14 października 1998 zadebiutował w reprezentacji w wygranym 2:1 meczu z Azebejdżanem, od razu stając się podstawowym bramkarzem w kadrze.
W lipcu 2000 roku przeniósł się do jednego z lepszych szwajcarskich klubów, Grasshopper Club, gdzie był jedynie bramkarzem rezerwowym. Mimo to po sześciu latach został graczem portugalskiej Boavisty, jednak również mecze oglądał z ławki rezerwowych lub nawet z trybun. Po karnej degradacji Boavisty po zakończeniu sezonu 2007/2008, związał się z beniaminkiem Ligue 2 Tours FC.

## Statystyki
| sezon     | klub             | liga                | mecze | bramki |
| 1992–2000 | FC Schaan        | 3. liga Szwajcarska | ?     | ?      |
| 2000–2004 | Grasshopper Club | Nationalliga A      | ?     | ?      |
| 2004/05   | Grasshopper Club | Nationalliga A      | 8     | 0      |
| 2005/06   | Grasshopper Club | Nationalliga A      | 2     | 0      |
| 2006/07   | Boavista FC      | Superliga           | 3     | 0      |
| 2007/08   | Boavista FC      | Superliga           | 21    | 0      |
| 2008/09   | Tours FC         | Ligue 2             | 23    | 0      |
| 2009/10   | FC Vaduz         | Nationalliga A      | 24    | 0      |
| 2010/11   | FC Vaduz         | Challenge League    | 22    | 0      |
| 2011/12   | FC Vaduz         | Challenge League    | 30    | 0      |
| 2012/13   | FC Vaduz         | Challenge League    | 9     | 0      |
| 2012/13   | FC Luzern        | Nationalliga A      | 2     | 0      |